# Campbell Best
Campbell Best (12 de marzo de 1986) es un futbolista cookiano que juega como delantero en el Tupapa Maraerenga.

## Carrera
Desde 2006 juega en el Tupapa Maraerenga. Club con el que ganó la Primera División de las Islas Cook 3 veces y disputó la fase preliminar de la O-League 2013. En 2017 pasó al Puaikura.

### Clubes
| Club              | País       | Año             |
| ----------------- | ---------- | --------------- |
| Tupapa Maraerenga | Islas Cook | 2006 - 2016     |
| Puaikura FC       | Islas Cook | 2017            |
| Tupapa Maraerenga | Islas Cook | 2017 - Presente |

### Selección nacional
Jugó 10 partidos, de los cuales 3 fueron por las eliminatorias a Brasil 2014, y en donde también marcó 2 goles en representación de las Islas Cook.